# Балдин, Анатолий Михайлович
Анато́лий Миха́йлович Ба́лдин (3 января 1923, Коромыслово, Ярославская губерния — 7 января 1995, Киев) — советский военачальник, участник Великой Отечественной войны, командир звена 92-го гвардейского штурмового авиационного полка 4-й гвардейской штурмовой авиационной дивизии 5-го штурмового авиационного корпуса 2-й воздушной армии 1-го Украинского фронта, гвардии лейтенант.
Герой Советского Союза (13.04.1944), генерал-лейтенант авиации запаса (с 1980 года).

## Биография
Родился 3 января 1923 года в деревне Коромыслово (ныне — Гаврилов-Ямского района Ярославской области) в семье железнодорожника. Русский. Отец по работе часто переезжал с места на место. В разное время жил и учился в селе Шопша того же района, в городе Нерехте (ныне Костромской области), в Ярославле, где окончил неполную среднюю школу и аэроклуб.
В 1940 году был призван в ряды Красной Армии. В 1941 году окончил Свердловскую военную авиационную школу пилотов, затем прошел переподготовку в Энгельсской летной школе. В боях Великой Отечественной войны с июля 1942 года. Воевал на Калининском, Воронежском, 1-го и 2-го Украинском фронтов. Член ВКП(б)/КПСС с 1942 года.
К ноябрю 1943 года командир звена 92-го гвардейского штурмового авиационного полка гвардии лейтенант А. М. Балдин совершил 91 боевой вылет на разведку и уничтожение скоплений войск противника.
Указом Президиума Верховного Совета СССР от 13 апреля 1944 года за образцовое выполнение боевых заданий командования по уничтожению живой силы и техники противника и проявленные при этом мужество и героизм гвардии лейтенанту Анатолию Михайловичу Балдину присвоено звание Героя Советского Союза с вручением ордена Ленина и медали «Золотая Звезда» (№ 3683).
К маю 1945 года совершил 170 боевых вылетов. На счету летчика 30 уничтоженных танков 40 орудий, 5 самолетов, 10 паровозов, 100 вагонов с живой силой и боеприпасами, 75 автомашин, 2 склада горючего, 4 фашистских штаба, более 200 фашистов.
После войны продолжал службу в Военно-воздушных силах. В 1955 году окончил Военно-воздушную академию. В 1976—1980 годах командовал 19-м корпусом ПВО (город Челябинск) 4-й отдельной Краснознаменной армии ПВО. С 1980 года генерал-лейтенант авиации А. М. Балдин — в запасе. Жил в Киеве. Скончался 7 января 1995 года.

## Награды
СССР
- медаль «Золотая Звезда» Героя Советского Союза (№ 3683)
- орден Ленина
- два ордена Красного Знамени
- орден Александра Невского
- два ордена Отечественной войны I степени
- три ордена Красной Звезды
- орден «За службу Родине в Вооружённых Силах СССР» III степени
- медали, в том числе:
  - «За боевые заслуги»
  - «За победу над Германией в Великой Отечественной войне 1941—1945 гг.»
  - «За взятие Будапешта»
  - «За взятие Вены»

Других стран
- военный орден «За заслуги перед народом и Отечеством» (ГДР)
- медаль «Братство по оружию» (ГДР)

## Память
- Похоронен в Киеве на городском кладбище «Берковцы».
- На родине имя Героя увековечено на мемориале землякам в городе Гаврилов-Ям и на мемориальной доске на здании Ярославского аэроклуба в областном центре.